# Девіс (округ, Юта)
Шаблон:StateAbbr_ 41°01′ пн. ш. 112°07′ зх. д. / 41.01° пн. ш. 112.12° зх. д.
Округ Девіс (англ. Davis County) — округ (графство) у штаті Юта, США. Ідентифікатор округу 49011.

## Історія
Округ утворений 1852 року.

## Демографія
За даними перепису 2000 року загальне населення округу становило 238994 осіб, зокрема міського населення було 234490, а сільського — 4504. Серед мешканців округу чоловіків було 120051, а жінок — 118943. В окрузі було 71201 домогосподарство, 59273 родин, які мешкали в 74114 будинках. Середній розмір родини становив 3,67.
Віковий розподіл населення поданий у таблиці:
| Стать    | До 15 років | 15-21 | 22-29 | 30-39 | 40-49 | 50-65 | 65-85 | Понад 85 |
| -------- | ----------- | ----- | ----- | ----- | ----- | ----- | ----- | -------- |
| Чоловіки | 35379       | 16746 | 14800 | 16538 | 15771 | 13013 | 7272  | 532      |
| Жінки    | 33583       | 15613 | 14443 | 16508 | 15706 | 13354 | 8574  | 1162     |

## Суміжні округи
- Вебер — північ
- Морган — схід
- Солт-Лейк — південь
- Туела — захід
- Бокс-Елдер — північний захід

## Виноски
1. ↑  US Decennial Census. US Census Bureau. Архів оригіналу за 26 квітня 2015. Процитовано 27 березня 2015.
2. ↑  Historical Census Browser. University of Virginia Library. Архів оригіналу за 16 серпня 2012. Процитовано 27 березня 2015.
3. ↑  Forstall, Richard L., ред. (27 березня 1995). Population of Counties by Decennial Census: 1900 to 1990. US Census Bureau. Архів оригіналу за 3 квітня 2015. Процитовано 27 березня 2015.
4. ↑  Census 2000 PHC-T-4. Ranking Tables for Counties: 1990 and 2000 (PDF). US Census Bureau. 2 квітня 2001. Архів оригіналу (PDF) за 18 грудня 2014. Процитовано 27 березня 2015.
5. ↑  State & County QuickFacts. Бюро перепису населення США. Архів оригіналу за 6 червня 2011. Процитовано 29 грудня 2013.(англ.) Наведено за англійською вікіпедією.
6. ↑  American FactFinder. Бюро перепису населення США. Архів оригіналу за 21 травня 2008. Процитовано 31 січня 2008.

| США | Це незавершена стаття з географії США. Ви можете допомогти проєкту, виправивши або дописавши її. |